# Museo WinterLine
Il Museo WinterLine è un museo storico-militare italiano situato a Venafro (IS) dedicato alla storia della Linea Gustav, ossia la linea fortificata difensiva approntata dai tedeschi nell'inverno del 1943 e denominata Winter Line in inglese.
Gestito dall'Associazione WinterLine Venafro ONLUS, il museo è situato nel centro storico della città, presso il quattrocentesco Palazzo De Utris, ed espone una mostra permanente basata su reperti storici risalenti alla seconda guerra mondiale.

## Winter Line, la linea d'inverno

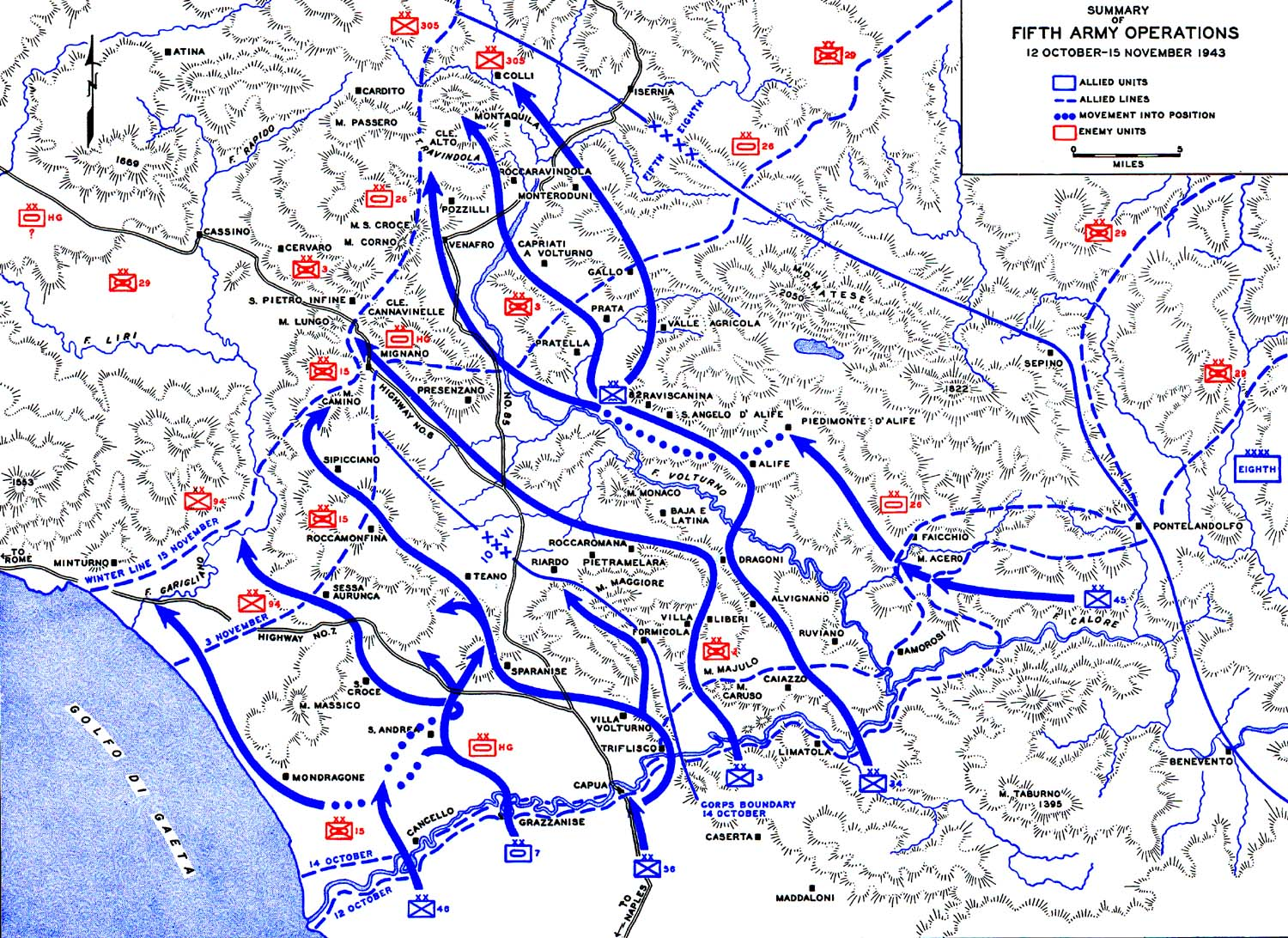
Mappa Winterline

Venafro ed i monti circostanti sono stati sede di una linea difensiva tedesca, denominata "Bernhardt - Reinhard", che fu teatro di aspri combattimenti durante l'inverno del '43/'44; da qui il nome di Winter Line.
Durante gli eventi della battaglia di Cassino Venafro, scambiata proprio per Cassino, venne bombardata per errore dagli aerei americani il 15 marzo 1944, soprattutto nella parte che oggi corrisponde al centro storico, dov’è situato il museo.

### Le testimonianze
Tra le numerose testimonianze dei superstiti di guerra spicca quella dell'ufficiale dell’esercito del Corpo di spedizione francese in Italia R. Derennes, il quale si trovava a Venafro durante i bombardamenti. L'operazione originale prevedeva che il 15 marzo 1944, dalle 8 a mezzogiorno, milleduecento apparecchi avrebbero dovuto bombardare Cassino; contestualmente, il comando di artiglieria di Derennes avrebbe dovuto partecipare ad un'operazione a Sant'Elia Fiumerapido. Verso le 9:30, tuttavia, una flotta di aerei per un errore umano scambiò il monte Santa Croce di Venafro per Montecassino e sganciò il suo carico di bombe destinate alle truppe tedesche sugli Alleati: prima sui francesi, poi sulle artiglierie e sulle fanterie inglesi, neozelandesi e polacche ed infine sugli stessi americani. Le ondate successive arrivavano a distanza di un quarto d’ora: vedendo il fumo, gli aerei si convinsero che quello forse il bersaglio e proseguirono il bombardamento. Solo alcune ondate, i cui piloti conoscevano bene il territorio, si diressero su Cassino. Non appena le bombe cessarono di cadere dal cielo i superstiti uscirono dai loro ripari di sopravvivenza per soccorrere i feriti, mentre all’ospedale regnava il caos. Numerose furono le case rase al suolo e numerosissime furono le vittime sia civili che militari.

## Ritrovamenti

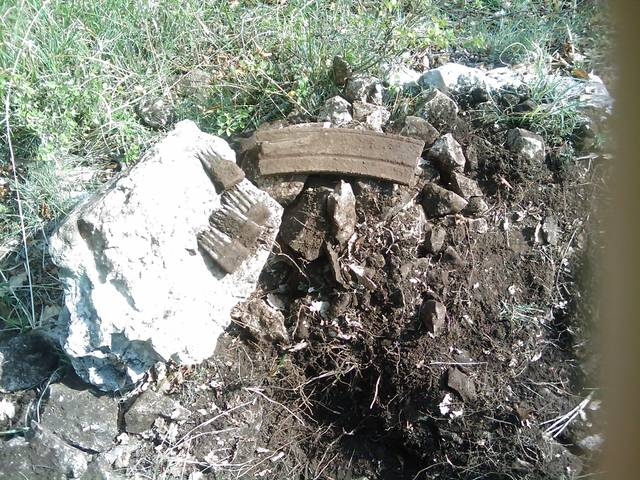
Caricatore Johnson LMG41

Nel museo sono esposti numerosi reperti frutto di ritrovamenti sul territorio.

### Caricatore del Johnson LMG41
All'interno del museo è esposto un caricatore di mitragliatrice Johnson LMG 41, ritrovato in seguito a una perlustrazione dei monti intorno a Venafro. È un reperto molto raro ed è stato ritrovato in ottime condizioni.
La M1941 Johnson Light Machine Gun era un'arma che presentava un caricatore a banana da 20 colpi e un serbatoio interno "d'emergenza" di 5 colpi. Prodotta in poche migliaia di esemplari, fu data in dotazione alla First Special Service Force nell'area della Winterline: fu largamente usata in quanto arma versatile ed adatta al combattimento.

### La lettera del colonnello Robert Frederick alla famiglia del Sgt. Frank Harvey
L'associazione, riuscendo ad entrare in contatto con un gruppo di reduci e parenti di ex combattenti della First Special Service Force, ebbe come ospite Mary Bhagan, nipote del Sgt Frank Harvey, soldato della First Special Service Force caduto in battaglia sui monti di Conca Casale. In seguito alla visita presso il museo, la donna decise di donare all'associazione la lettera originale inviata da parte del colonnello Frederick, creatore e comandante della First Special Service Force, alla famiglia del sergente Harvey per comunicarne la morte in battagelia.

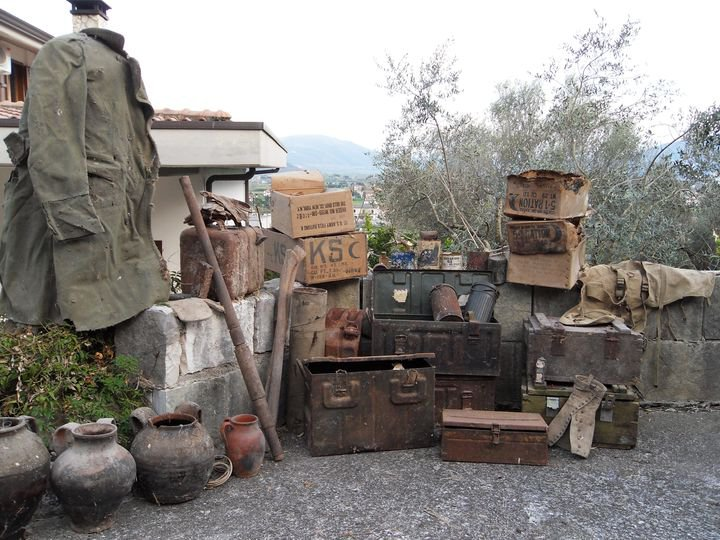
"Tesoro" del mulino

### Il "tesoro" del mulino
In seguito a dei lavori di ristrutturazione di un vecchio mulino presente nell'area dei combattimenti è stato rinvenuto numeroso materiale bellico composto da: cassette, taniche, un cappotto americano in lana, due porta maschere antigas tedesche (modello corto da polizia), una canna da mitragliatrice pesante calibro 50, uno zainetto Haversack americano completo, due manici per ascia americana, un paio di ghette americane, quattro scatole di cartone (due perfettamente conservate) per razioni alimentari e due barattoli (uno di succo d'arancio e uno di spaghetti al pomodoro con polpette) ancora con l'etichetta.

### Le piastrine del monte Sammucro

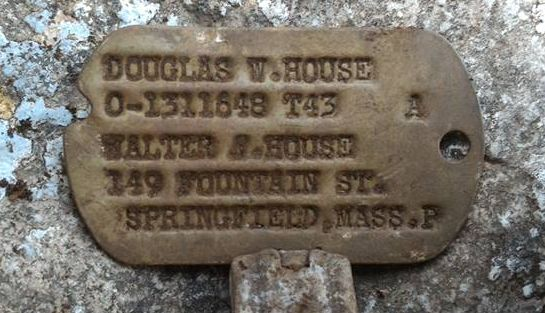
Piastrina del 2nd Lieutenant Douglas W. House

La battaglia del monte Sammucro, al confine tra Lazio, Molise e Campania, è stata una delle più dure ed importanti lungo la Winterline. Il Sammucro, infatti, controlla direttamente il corridoio di passaggio della Statale 6 Casilina, strada fondamentale per lo spostamento delle truppe alleate verso Roma. Nelle prime settimane di dicembre del 1943 si è combattuto per la conquista di questo monte.
Le ricerche, negli ultimi anni, hanno portato alla luce due piastrine appartenenti a due soldati. 
- La prima piastrina è appartenuta al 2nd Lieutenant Douglas W. House, del 143º reggimento di fanteria della trentaseiesima divisione "Texas", ufficiale al comando del suo plotone, ucciso in battaglia il 14 dicembre 1943 all'età di 23 anni probabilmente a causa di un'esplosione di artiglieria. Il corpo fu recuperato e adesso riposa con i suoi familiari nel paese da cui proveniva, East Longmeadow (Massachusetts).
- L'altra piastrina apparteneva al soldato semplice Thomas J. Peretich, inquadrato nel 3º battaglione dei Rangers Americani. La sua storia è ancora incompleta in quanto il corpo non fu mai recuperato, seppur dichiarato morto nei rapporti ufficiali.[7]

## Oggetti particolari

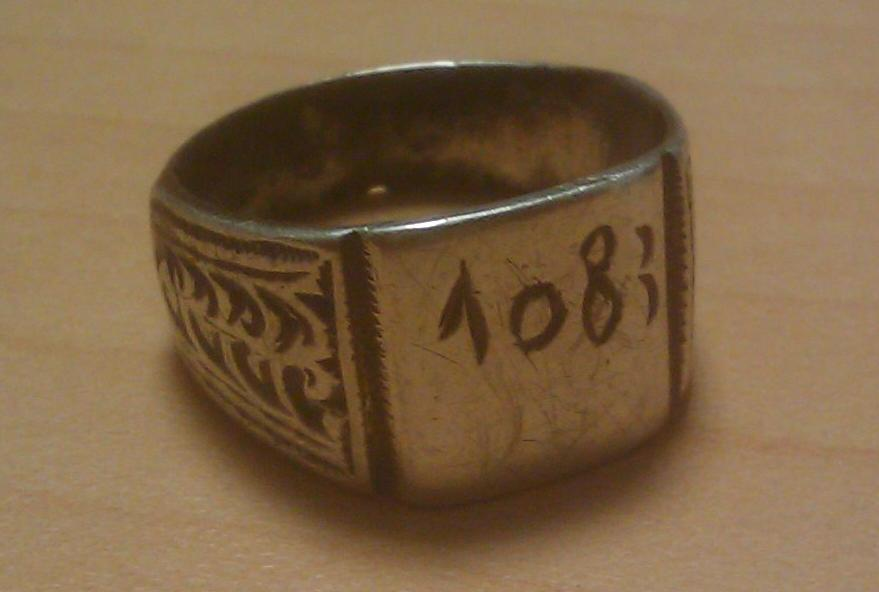
Anello marocchino

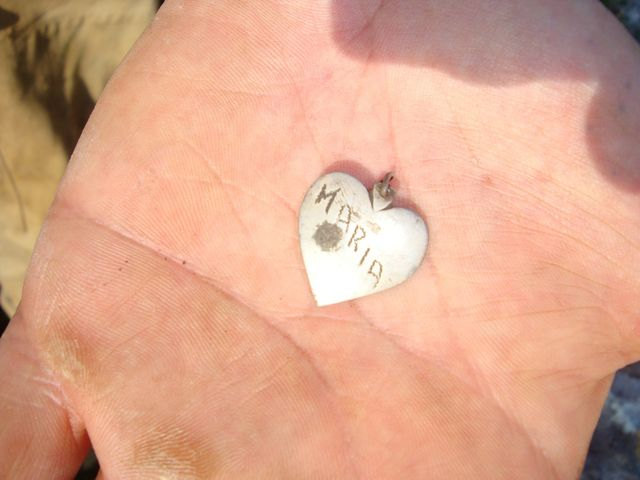
Cuoricino intagliato a mano

### Anello delle truppe marocchine
Un anello d'argento con incise quattro cifre, 1083, di fattura arabeggiante. Ritrovato insieme ad altri oggetti che hanno fatto ipotizzare che il proprietario l'avesse poggiato sul bordo della trincea prima dell'attacco e che l'abbia lasciato lì per fuggire in maniera precipitosa in un posto più sicuro.

### Cuoricino intagliato
Un oggetto emerso dalle ricerche e conservato nel museo è un cuoricino intagliato con il metodo con cui si incidevano nomi ed altre informazioni sulle gavette o sulle borracce. Probabilmente apparteneva ad un soldato, giovane ed innamorato, che incideva il nome della sua amata.

### Lettera di una madre devota

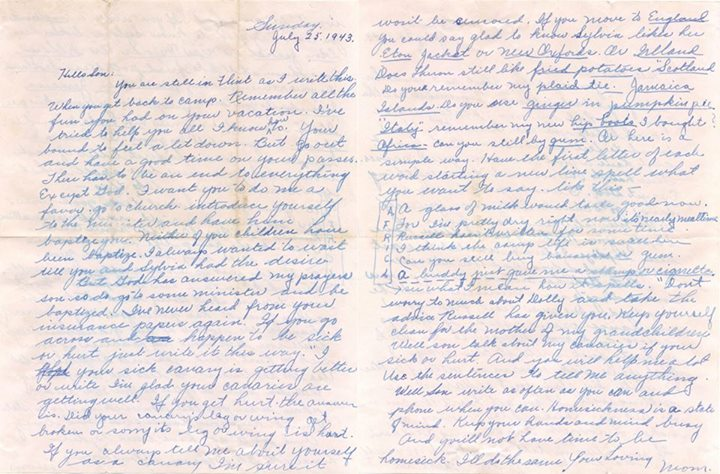
Lettera di una madre devota

Durante le ricerche in una casa, adibita ad ospedale militare durante la guerra, sono state ritrovate alcune lettere che le madri mandavano ai propri figli al fronte. Si riporta la traduzione integrale di una di esse:
«Ciao figlio;
sei ancora a Flint ora che ti scrivo. Quando tornerai al campo non dimenticare tutto il divertimento che hai avuto durante le tue vacanze. Io ho provato ad aiutarti in tutti i modi che conoscevo.
Da quando hai finito le tue vacanze ti senti un po' giù. Ma superalo e goditi i tuoi passi. Ci sarà una fine per ogni cosa eccetto Dio. Voglio che mi fai un favore, vai in chiesa, presentati al prete e lascia che ti battezzi. Ho sempre voluto aspettare che tu e Sylvia ne sentiate il desiderio, ma Dio ha risposto alle mie preghiere figlio, perciò vai da un prete e fatti battezzare. Non farci più ricevere notizie solo dalla tua assicurazione. Se vai oltreoceano e succede che ti ammali o che ti ferisci scrivicelo in questo modo: "Il tuo canarino malato sta meglio oppure scrivi sono contento che i tuoi canarini stanno migliorando" se vieni ferito scrivi "La zampa o l'ala del tuo canarino si è rotta oppure la zampa o l'ala è ferita" Se mi parli di te sempre come se fossi un canarino sono sicuro che non verrà censurato. Se ti trasferiscono in INGHILTERRA potresti dire che ti fa piacere sapere che a Sylvia piace la sua GIACCA ETON o le NUOVE...; se vai in IRLANDA, "A Shanon piacciono ancora le patate fritte". SCOZIA: "ti ricordi la mia cravatta di plaid". NELLE ISOLE DELLA GIAMAICA: "usi il ginger nella torta di zucche"; ITALIA, "ti ricordi i miei nuovi stivali che ho comprato?"; AFRICA, "puoi ancora comprare delle gomme?"
Oppure potresti usare un altro sistema più semplice. Potresti scrivere una serie di frasi dove la prima lettera mi indica la nazione dove ti trovi o quello che vuoi dirmi come così:

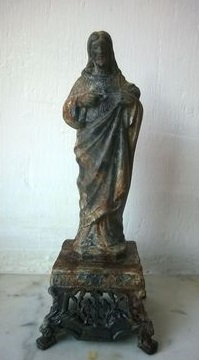
Statuetta di Gesù ritrovata in trincee sui monti venafrani

A A glass... Un bicchiere di latte sarebbe buono ora.

F For... Ho la gola secca adesso che arriva l'ora di pranzo.

R Russell non scrive da molto tempo.

I Io penso che la vita al campo non è male.

C Can you... Puoi ancora comprare banane e gomme?

A A buddy... Un mio compagno mi ha dato delle sigarette.
Guarda cosa intendo su come fare lo spelling di quello che vuoi dirmi.

Non preoccuparti molto per Molly e ascolta i consigli che Russell ti ha dato. E tieniti pulito per la madre dei miei nipoti. Bene figlio mio parlami dei miei canarini se sei malato o ferito. E mi aiuteresti molto se mi dicessi dove sei o quello che vuoi usando le frasi come ti ho spiegato. Bene figliolo scrivi più spesso che puoi e telefona se puoi. La mancanza di casa è uno stato mentale. Mantieniti impegnato con le mani e anche con la mente e vedrai che non avrai tempo di sentire la mancanza di casa. Io farò lo stesso per non sentire la tua mancanza.
La tua mamma devota.»

### Gesù delle trincee
In una delle trincee presenti sui monti venafrani è stata ritrovata una statuetta di Gesù, probabilmente appartenente a un soldato.

## Galleria d'immagini

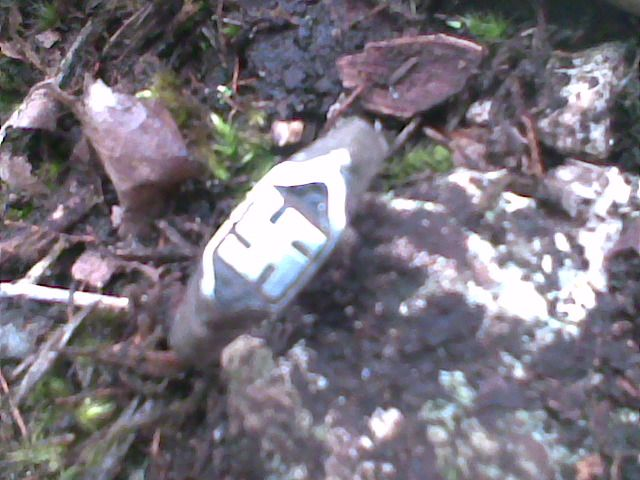
Anello da ufficiale tedesco
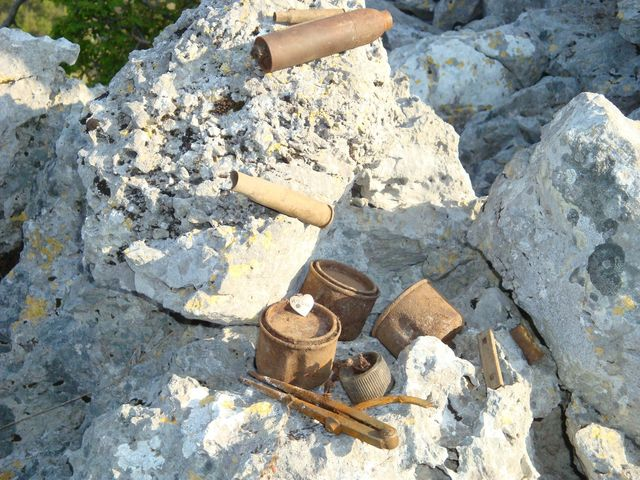
Oggetti della First Special Service Force
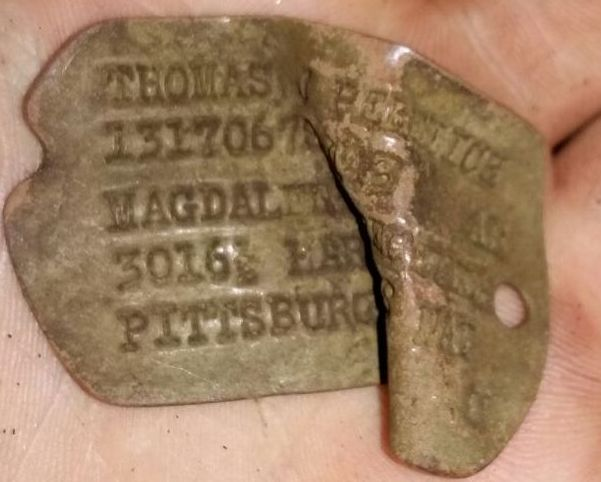
Piastrina del soldato semplice Thomas J. Peretich
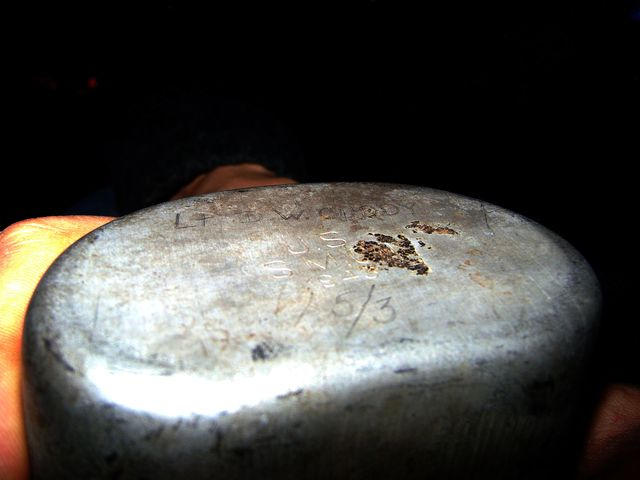
Borraccia del tenente David Cuddy, inuit dell'Alaska arruolato nella First Special Service Force (FSSF)
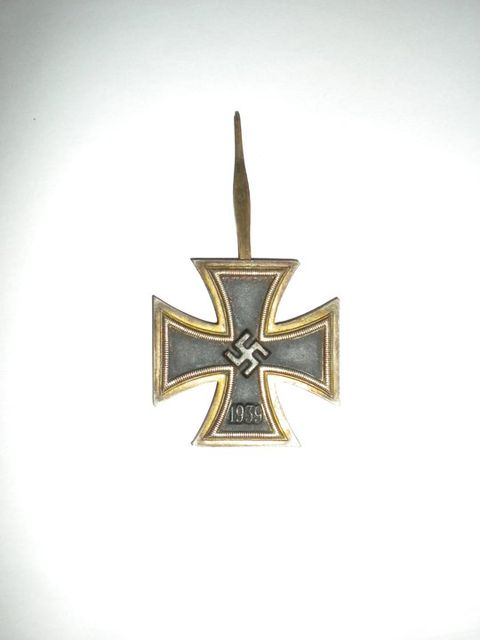
Croce di ferro tedesca di 1ª classe
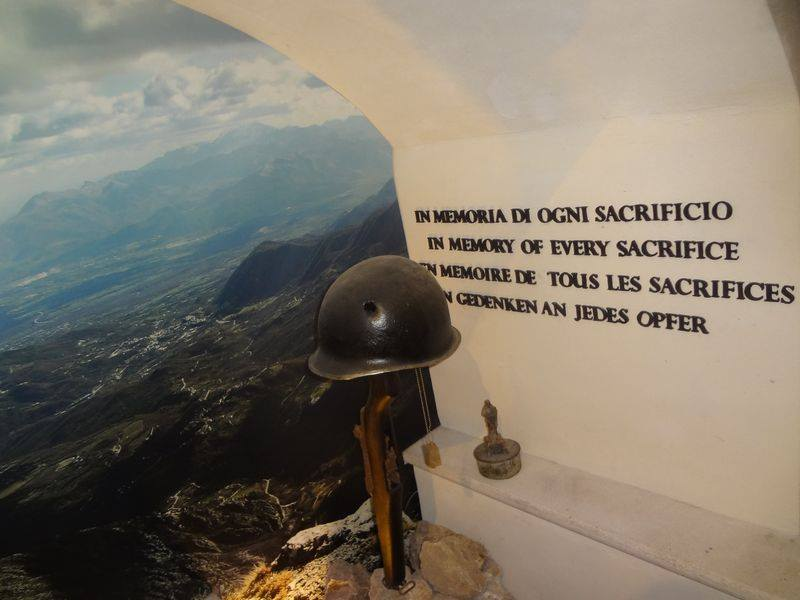
Allestimento commemorativo
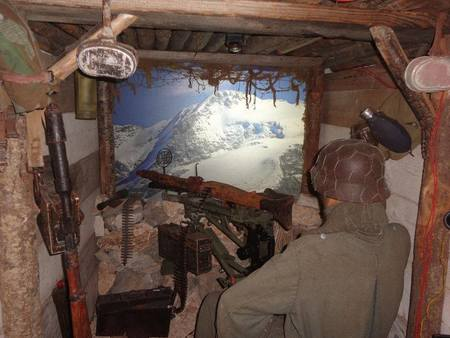
Ricostruzione di soldato di vedetta sulla montagna
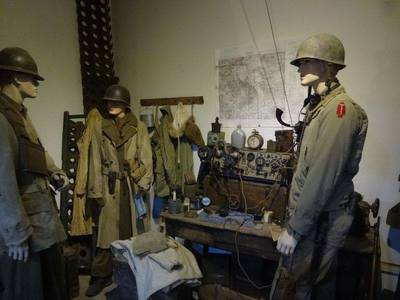
Stazione radio
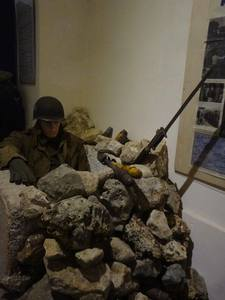
Postazione militare
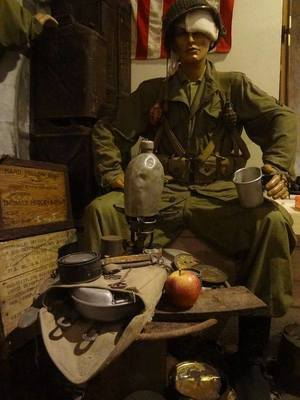
Ricostruzione di soldato con oggetti utili per il campo
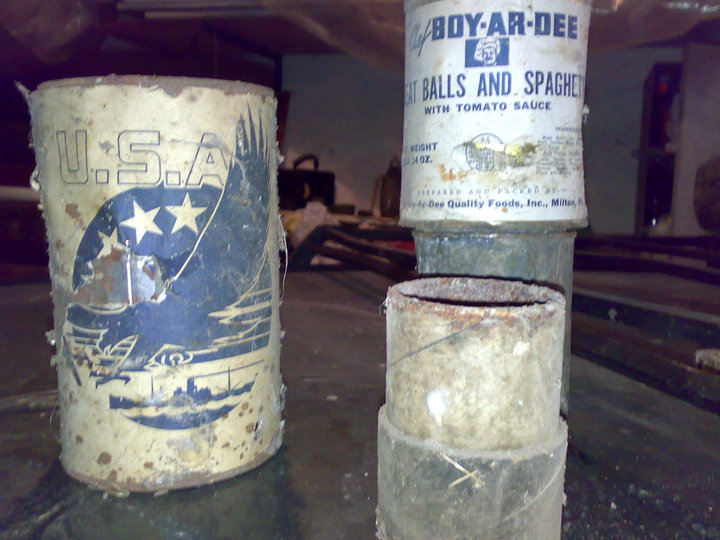
Barattoli di succo d'arancio e di spaghetti al pomodoro con polpette
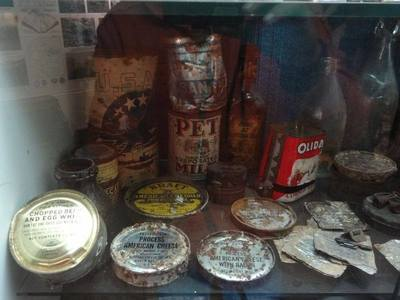
Cibo di sopravvivenza americano
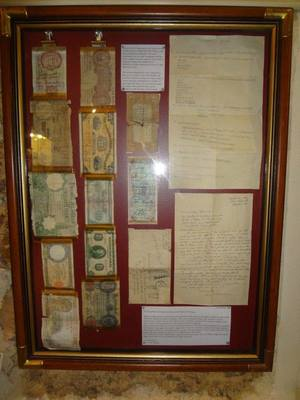
Banconote e documenti
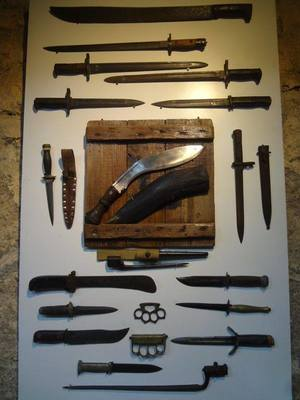
Esposizione di armi da taglio di vario tipo